# 三K党
三K党（英語：Ku Klux Klan，/ˈkuː ˈklʌks ˈklæn, ˈkjuː-/，簡稱KKK）是指美国历史上三个不同时期奉行白人至上主义运动和基督教恐怖主义的民间团体，也是美国种族主义的代表性组织。
三K党最早于1865年由美国内战中被击败的南方邦联军队的退伍老兵组成。在其发展初期，三K党的目标是在美国南部恢复民主党的势力，并反对由联邦军队在南方强制实行的改善黑人待遇政策。1871年，共和党的尤里西斯·格兰特总统签发针对三K党的执行法案，强行取缔了这个组织。
第二个使用这个名称的组织是在1915年由威廉·西蒙斯在亚特兰大城郊的石头山建立的。这是一个盈利性组织，其宗旨在于赢取以英国裔为主的新教背景的白种人族群对于黑人、天主教信徒、犹太人、亚裔及其他移民的相对优势地位。尽管这个组织宣扬种族主义，并且实施私刑和其他暴力行为，但是却在美国公开运作，并且在1920年代的巅峰时期拥有400万成员，其中包括在政府各级机关中的政治家。在大萧条时期，该组织的发展跌入了低谷，并且在反法西斯战争氛围中丧失很多成员支持。
该组织的名字Ku Klux Klan也曾经被其他许多组织所使用，其中包括1960年代反对1964年民权法案和鼓吹人种差别待遇的组织。在当今美国和其他国家，仍有数十个组织使用全部或者部分词语作为名称。

## 歷史

### 初期三K党及語源

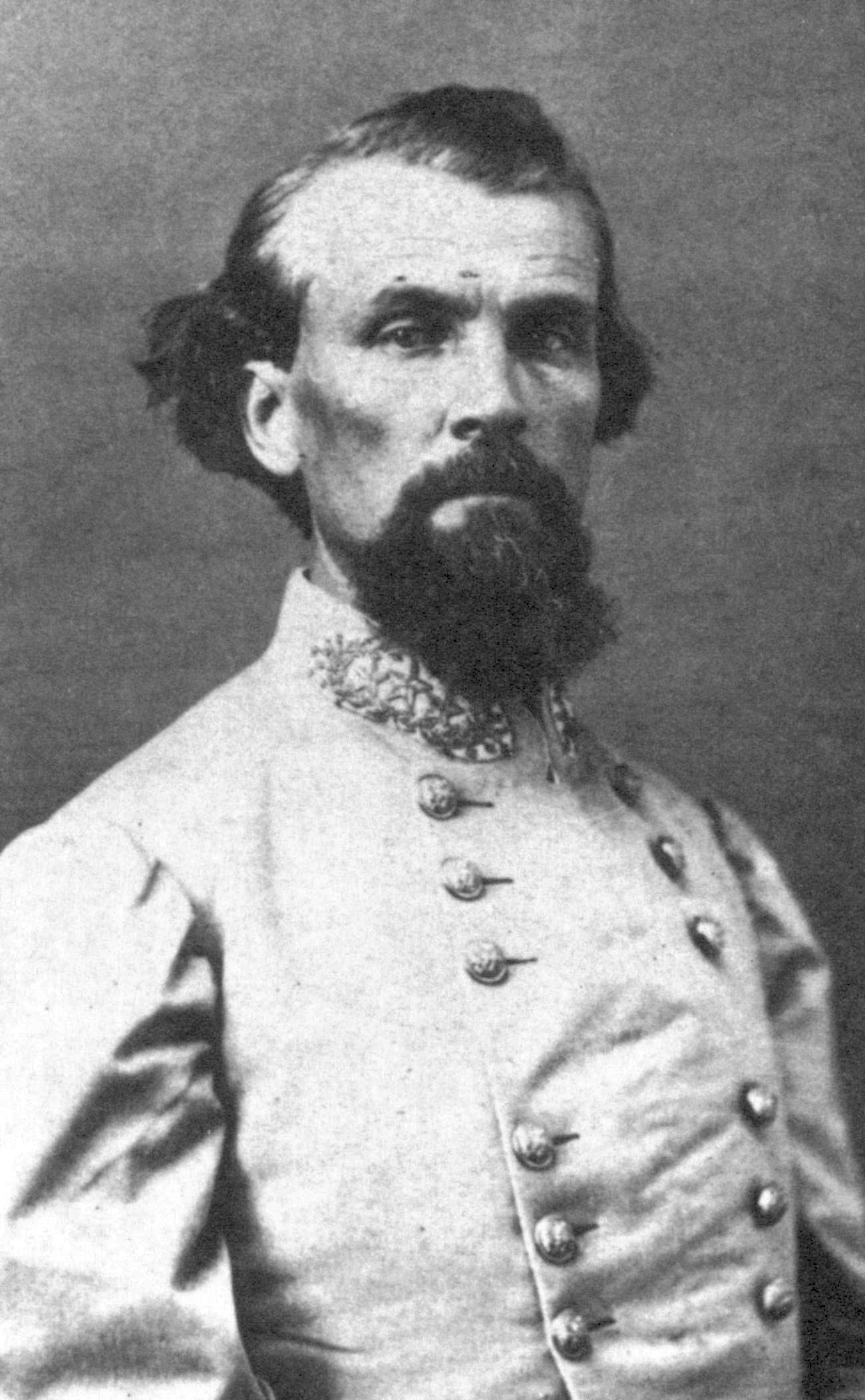
三K党领导人福雷斯特

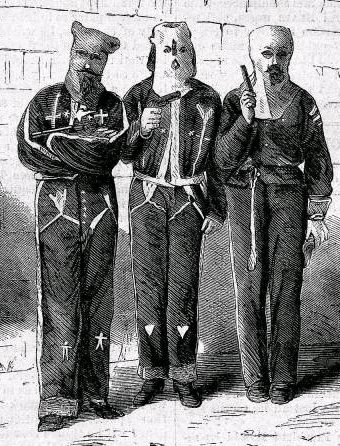
三个被捕的三K党员（1871年密西西比）

最早的三K党在南北战争结束不久的1865年12月24日，由六个失落的南方军队老兵在田纳西州普拉斯基成立。這六人分別為：John C. Lester、John B. Kennedy、James R. Crowe、Frank O. McCord、Richard R. Reed及J. Calvin Jones。三K黨的名稱原文「Ku Klux Klan」源自希臘語的（圓圈的意思，發音與「Ku Klux」相同）及英語的「clan」（家族的意思）這兩個字組成。
三K黨当初的宗旨在于进行讽刺节目表演和某种纪念仪式。从1866年到1867年，该组织成员开始破坏黑人的祈祷会，并且在夜中闯入黑人住宅抢走枪支。这些行动部分带有之前田纳西州的“黄色夹克衫”、“红帽”等自卫警察团的影子。1867年，三K党在纳什维尔召开大会，并发表了由前南方邦联军队喬治·戈登准将起草的章程，开始发展成为一个全国性组织。数周后曾做过奴隶贸易的前邦联军队将军內森·貝德福德·福雷斯特被选举为首任全国领袖。
三K党的主要目标是与宪政重建作斗争。在内战结束后，南方诸州在社会和政治上经历着剧烈的变革。当地的白人将之视为对其种族优势地位的威胁，因此企图抵制这种变革。由于国会通过了实现种族平等的法令，因此南方白人的代表民主党无法通过立法来维持白人一直以来的地位。除此之外，三K党也希望能够控制被解放黑奴的政治和社会地位。其中主要包括限制黑人的受教育权，发展经济的权利和选举权等。于是，暴力成为了三K党实现目标的最有效手段。但是，三K党实施暴力的对象并不局限于非洲裔美国人。南方的共和党人也经常成为无辜的受害者。由此，三K党成为了民主党的暴力工具。另外，随着南方邦联政府的统治的结束，当地的高加索系白人恢复了他们的社会地位，并开始实施种族隔离政策。
在一次报纸的采访中，福雷斯特宣称三K党在全国拥有55万男性成员，另外尽管他本人不属于该组织，但是他非常支持这个组织，而且能够在5天内召集4万三K党员。他还宣称，三K党最大的敌人并非黑人而是「提包客」（内战后迁移至南方的北方人）和「孱崽子」（支持共和黨的南方白人）。事实上，这番话并非全是谎言。三K党也将上述白人群体作为目标，尤其是战后随着自由民部門来到南方的教师。这些教师中很多人在战前就是积极的废奴论者，并且在「地下鐵路」的秘密行動中表现活跃。许多南方人相信，当地的黑人正是受了这些北方人的教唆鼓动才投票支持共和党的。
事实上，福雷斯特领导的全国性组织对于当地三K党成员并没有太大的约束力，后者有相当高的自治性。一个三K党官员宣称，“所谓的总干事只是有名无实，对于那些在复仇和私刑这些超出三K党宗旨的暴力活动中表现最积极的年轻人，我毫无任何权威可言。”1869年，福雷斯特宣布“该组织的活动已经超出了当初伟大的爱国宗旨，变成了危害公众安全的犯罪行为”，下令解散三K党。但是，这个命令收效甚微，原因是各地组织缺乏可信的交流渠道。因此，有许多三K党组织在缺乏中央机关的情况下依然在各地活动。正如福雷斯特对自己的三K党成员身份的公开否认一样，许多人认为这个命令只是为了保护他自己免受法律的惩罚而已。
1871年，尤里西斯·格兰特总统簽署《三K黨條款》，宣布该党为非法组织，并且授权政府强行取缔该组织的活动。数百名三K党成员被判罚款或入狱，并且在南卡罗来纳州部分地区，人身保护令状也被限制适用。这些行动取得了成功，三K党在南卡罗来纳州几乎销声匿迹。1882年，三K党法案被判为违宪法令，三K党大势已去，但他们也实现了部分目标，例如否定黑人的政治权利等，民主黨執政的南方州份近乎剝奪黑人的基本公民權。

### 第二次三K党

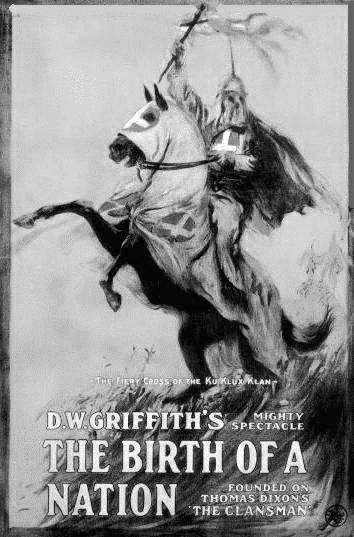
《一个国家的诞生》海报

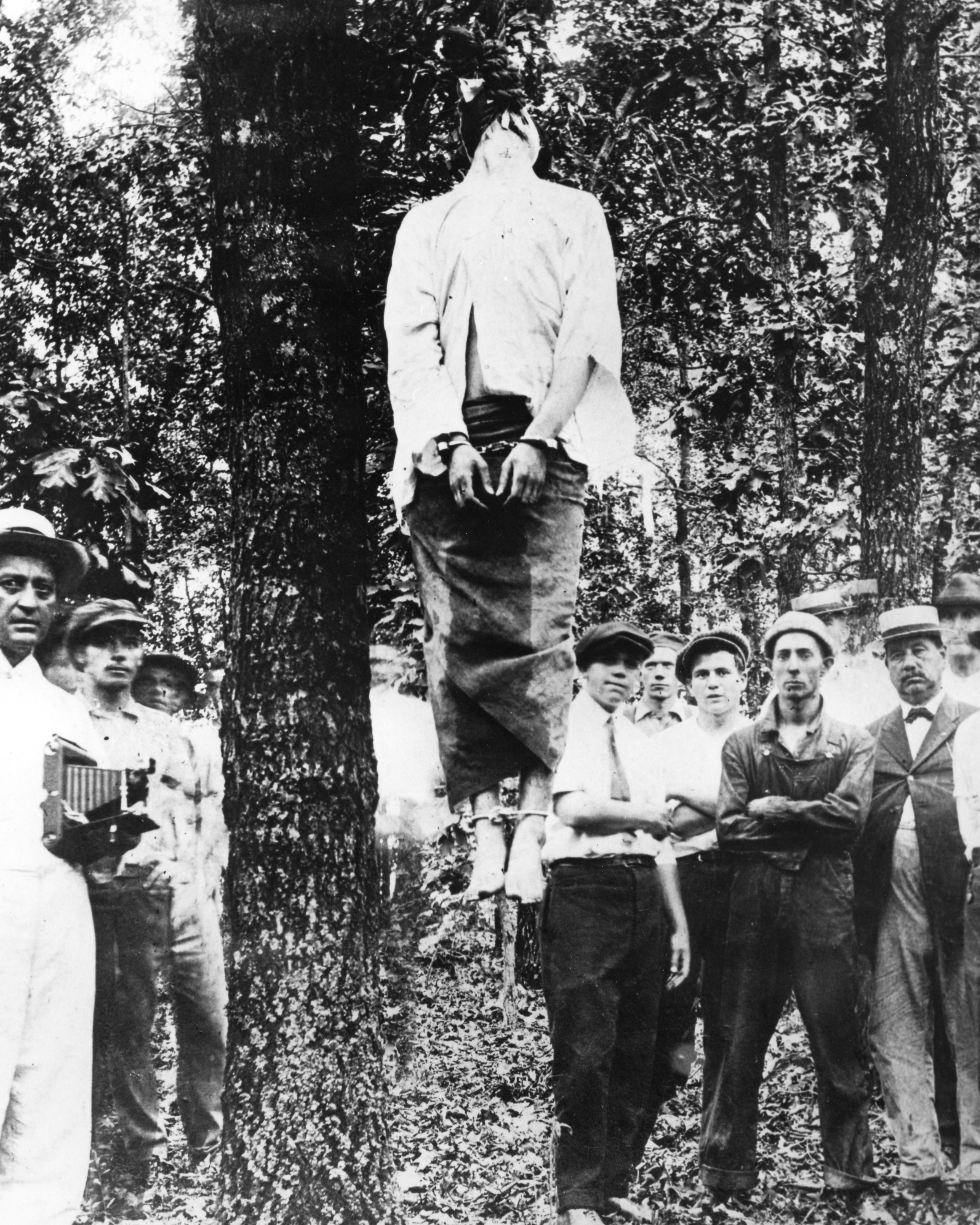
弗兰克被执行绞刑

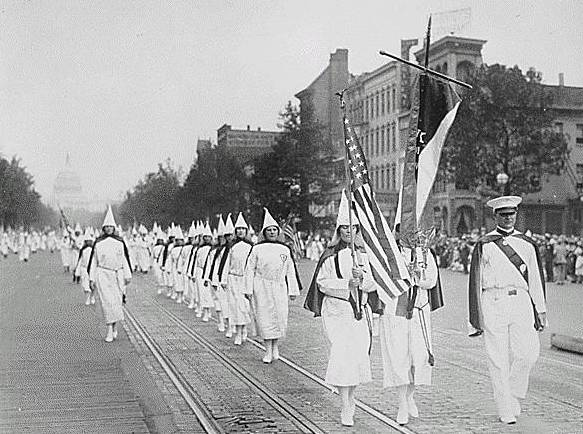
1928年三K党在华盛顿宾西法尼亚大街游行

第二次三K党成立于第一次世界大战期间，普遍认为它的成立与伍德罗·威尔逊总统以及葛里菲斯导演的經典電影《一个国家的诞生》（1915年）有着莫大的关联。这部影片是根据小托馬斯·迪克遜的两部小说《同族》和《豹斑》改编而成的。原作者期望“通过重现一段美好的民主党历史来革命性地改变北方人观念”。这部片中将三K党获得成功的地区说成是中西部地区，而事实上应该是美国南部。许多社会底层的白人在观看此片后，都认为他们的贫穷是由黑人或者犹太银行家造成的，这种宣传手法与纳粹德国相类似。这部影片导致了三K党在美国全国的风行。在洛杉矶的试映式上，打扮成三K党成员模样的演员被雇作广告宣传员，而之后在亚特兰大的正式首映式中，重新集结起来的三K党员走上街头欢呼雀跃。在有些地方，狂热的南方观众甚至朝舞台银幕开枪。
在这一年，另一件导致三K党复活的重要事件是犹太人工厂主利奥·弗兰克被私刑处死。当时的地方报纸报道了一则耸人听闻的消息：在一家犹太人开办的工厂裡，业主利奥·弗兰克对其员工玛丽·帕甘（Mary Phagan）实施了性犯罪并谋杀了她。在喬治亚州的一次充满疑问的审判中，弗兰克被宣判犯有谋杀罪（由于法庭内聚集了暴力民众，因此在陪审团宣布结果时被告与辩护律师并不在场）。弗兰克的上诉也被驳回（高等法院法官奥利弗·温戴尔·赫尔姆斯表示了不同意见，因为他认为审判不符合合法的诉讼程序）。执政官将弗兰克的刑罚减为终身监禁，但是一群自称「玛丽·帕甘骑士」的人将弗兰克从监狱劫走，在私刑中将其绞死。具有讽刺意味的是，谋杀案中的证据显示真正的凶手是一名具有犯罪前科的黑人吉姆·康利，他是工厂的看门人，案发后有人发现他在洗一件带有血迹的衣服。
对于许多相信弗兰克有罪的南方人来说，这起案件与《一个国家的诞生》有着异常的联系。因为他们将被害人帕甘联想成片中为了避免被黑人强奸而跳下悬崖的女性角色Flora。在这起事件后，再次集结起来的三K党人将“反犹太”、“反天主教”、“反移民”加入他们的诉求之中。
弗兰克审判被佐治亚洲的政治家兼出版商托马斯·沃森所利用，这位杂志主编在后来成为三K党的领袖人物，并被选为参议员。1915年，一些上了年纪的老三K党员与“玛丽·帕甘骑士”组织的成员在一个山顶召开了成立大会，宣布新三K党的诞生。
新三K党同时是一个盈利组织，同时也参与了当时流行的兄弟组织。与初期三K党不同的是：老三K党的背景是美国民主党和南部各州，而新三K党的成员来自民主党和共和党双方（后者的比例稍低），并且影响力遍及整个美国，甚至在一些州对政治产生了极大的影响。
1925年，新三K黨的其中一位主要領導人、印第安納州的「巨龍」（Grand Dragon）大衛·史蒂芬森因強姦、監禁、虐待並殺害了年轻的女教师瑪奇·奧伯霍爾茨而被起訴。由於新三K黨長期自詡為「婦女貞操的捍衛者」，這起謀殺案使印第安納州三K黨爆發大規模出走潮、從此不復存在，案件的餘波也重創了全國的三K黨分部、成員人數急速下跌。
1930年代，三K党中有一个称作「黑军团」的派系在美国中西部活动非常猖獗。与一般身着白色长袍的三K党员不同，他们身着黑色的海盗装。黑军团是三K党中最为暴力血腥的组织，他们以袭击和暗杀共产主义者或社会主义者而聞名。
1930年代起，第二代三K党开始走向衰弱，并最终在1944年解散。此后，Ku Klux Klan的名称被一些相互独立的组织所使用。
美国民俗学者和作家史泰森‧肯尼迪（Stetson Kennedy）在二战后曾深入三K党进行调查，并将该组织的信息甚至一些暗号都提供给《超人》广播节目组，最后该节目推出了一个介绍三K党的专题节目。肯尼迪试图解开三K党神秘的面纱，而且他对三K党仪式以及暗号的解说也对该组织的人气带来了负面的影响。
在一些事件中，三K党的攻击对象开始展开反击。1958年北卡罗来纳州，三K党成员在两个结识白人的Lumbee原住民家中燃烧十字架，并在附近举行了三K党的夜间集会，结果他们发现被数百名手拿武器的原住民包围了。最后双方发生了枪战，三K党成员被迫撤退。

### 后期三K党
第二次世界大战后使用三K党名称的数个组织被认定是对1960年代的美国民权运动的抵制和反抗。1963年，两个三K党成员在阿拉巴马州的一个民权组织举行聚会的教堂内制造了爆炸案。这起事件导致了4个年轻女孩的丧生，也激起了极大的民愤。1964年6月21日密西西比州尼肖巴縣發生3名民權人士（黑人、猶太人以及白人）為了宣傳平等權利及爭取黑人投票權而被折磨并残忍杀害，這次事件成為頭條報導後引起美國人嘩然，約翰·甘迺迪總統命令联邦調查局調查此案，白人採用報復手段對黑人動用私刑，以免殺人情報涉漏到联邦調查局手中，因而觸發黑人對白人的仇恨，該事件被拍成电影《密西西比在燃燒》。這兩件特殊事件促成了1964年民權法案的通過。
同年联邦调查局开展了“反情报计划”，试图渗透并摧毁三K党组织。这项计划在民权运动中的意义是多重性的。这是因为在行动中，情报人员使用了渗透、假情报、以暴制暴等手段，这不仅用来对付三K党以及“气象员”等极右和极左的组织，而且也被用于针对马丁·路德·金领导的南方基督教领导会议这样的非暴力组织。这种两面性最典型地体现在维奥拉·刘易佐（Viola Liuzzo）谋杀案件中。刘易佐是一名出身于南方的白人妇女，当时她与另外4名成员从底特律的家中出发去南方参加一个民权运动会议。刘易佐在公路上被一辆车中的四名三K党成员开枪打死，其中有一名是联邦调查局的卧底。惨案发生后，联邦调查局散布谣言宣称受害人是一名共产主义者，并且为了和黑人民权运动成员发生性关系而抛弃了自己的孩子。尽管联邦调查局上述行动的两面性，一名在1979年打入三K党内部的报社记者杰里·汤普森公开说，反情报计划非常成功地摧毁了三K党组织。三K党内部两个敌对的派系互相指责对方的领袖是联邦调查局的卧底，而最终其中一方三K党骑士的领袖比爾·威爾金森（Bill Wilkinson）被发现果然是为联邦调查局服务的。

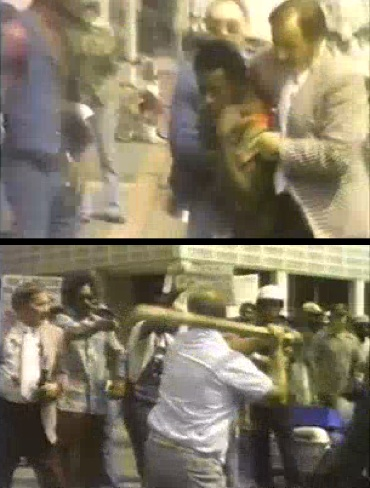
1977年阿拉巴马州三K党集会上的暴力事件

迈克尔·唐纳德在1981年被执行死刑

在这个时期，对三K党的反抗也开始扩大化。汤普森报道说，在他混入三K党的时期内，他的汽车曾经被枪袭击，而他本人也被黑人小孩公开叫骂。一次三K党的集会也因为附近的军事基地内的黑人士兵的捣乱而陷入混乱。三K党的行动经常会遭到敌对的抗议，有时也会包括暴力行为。
三K党在诉讼案件中的劣势刺激了人们不断寻求司法手段来打击其发展。例如1981年迈克尔·唐纳德（Michael Donald）被执行私刑死亡案件导致了一起司法审判，最终使得“美国联合三K党”这个组织的崩溃。汤普森指出，许多不在乎刑事逮捕的三K党领导人在面对“南方法律中心”提出的高达数百万美元的民事赔偿案件中，不得不收敛其行为以节省对付该类法律案件的费用。但是，诉讼也是三K党人使用的手段，例如汤姆森的书就因为三K党提出的名誉中伤诉讼而被迫取消出版。
此后，三K党也可以转变为针对其他有色人种群体的组织，例如“基督教身份”、“新纳粹”以及光头党等。

## 政治影响
第二次三K党曾经声名大噪，其影响力也从南部扩张到中西部，以及北方各州，甚至到达了加拿大。在其鼎盛时期，大多数组织都迁移到中西部各州。通过许多当选的地方政治家，三K党控制了田纳西州、印第安纳州、奧克拉荷馬州和俄勒冈州等地的政府。其出版物甚至宣称共和党的前总统沃伦·哈定也是三K党成员，但是至今尚无任何正式证据足以证明此事。三K党的代表在1924年纽约举行的民主党全国大会上扮演了极为重要的角色，以致这次大会被称为“三K党炮制大会”（Klanbake）。大会最后导致了具有三K党背景的威廉·麦克阿杜与信仰天主教的纽约州州长艾尔·史密斯的对抗。经过数日的交涉和争论，两位候选人选择了和解。三K党代表推翻了一个可能禁止组织活动的民主党论坛纲领。1924年7月4日，数千名三K党成员在新泽西州集结，并且焚烧十字架和史密斯的人像，庆祝了他们对于推翻纲领的胜利。
在1920年的巅峰时期，三K党拥有將近6百万的成员，其中包括许多政治家。1924年哈里·杜鲁门曾交纳了10美元加入三K党，但是在一次会议上，三K党的干部要求杜鲁门如果再次当选郡法官的话，就不再聘请任何天主教背景的官员。但是杜鲁门拒绝了这个要求，因为他的许多战友都是天主教徒。最后他退出了组织。杜鲁门在担任美国总统后，对于民权维护作了许多工作，也因此招致了许多三K党黨員的嫉恨。另一个在美国具有全国影响的前三K党人是阿拉巴马州民主党参议员和日后出任联邦最高法院大法官的雨果·布莱克，但是他在后来与该组织断绝了联系。在布莱克的早期政治生涯中，他曾经在阿拉巴马州天主教神父詹姆士·柯伊勒（James Coyle）被暗杀一案中为三K党成员辩护，在最终得到了被三K党控制的陪审团的无罪判决。大卫·杜克曾经担任三K党骑士组织的全国领导人直到1978年，他也曾担任路易斯安纳州的共和党州议员，后于1980年脱离了三K党组织。西維吉尼亚州民主党参议员罗伯特·博德在20多岁的时候也曾经加入三K党，并获得了Kleagle的称号，1958年，41岁的博德还在参议院选举中为三K党辩护，並反對民權法案。之后他曾经说过他加入三K党是他一生中最大的错误。
在加拿大萨斯喀彻温，三K党在1929年省选举中发挥了重要影响。他们击败了自由党政府，并使詹姆士·T·M·安德森（James T.M. Anderson）领导的保守党在此后的五年控制了该省政府。

## 当代三K党
尽管三K党经常作为右翼组织在美国的政治中被提及，不过如今三K党的组织只以个别分散的形式存在，其支持者寥寥无几。在2002年发表的《美国的极端主义》这一报告中，犹太人组织“反诽谤联盟”认为“如今，美国已经不再存在三K党这样的组织了。仅仅存在一些分散、地区性的小规模组织，而且他们也日渐衰微。”但是，他们也提出这个组织的支持者仍企图将三K党的教旨合法化，并且也不可能迅速消失。
一些目前尚在运作的较大规模的三K党组织包括：
- 美国三K党骑士团教堂
- 美国三K党帝国
- 白卡梅利亚骑士

另外也有许多小规模团体。
在2003年，有关组织估计在美国尚存在5,500到6,000人左右的三K党成员，他们分属于约158个分散的组织，其中66%都在原美国邦联各州之内。其余的33%主要分布在美国中西部地区。
目前，自认为三K党的个人也都不会将身份公开。他们通常会使用“AYAK”（Are you a Klansman?，你是三K党人吗？）来向另一位可能的成员秘密地表示自己的身份。如果对方也是三K党，往往会回答“AKIA”（A Klansman I am，我是三K党人）。
美国公民自由联盟（ACLU）也为三K党的各种组织提供法律援助，以保证他们受美国宪法第一修正案所规定的言论自由的保护。
2016年3月，三K黨前領袖大衛·杜克頻頻在各種場合表示對特朗普的支持，但是特朗普卻沒有即時和杜克劃清界線。這種模稜的態度，讓這位候選人與三K黨的關係，顯得更加地撲朔迷離。大衛·杜克在2016年8月稱要角逐美國參議院，但共和黨表達不歡迎態度，與這名種族主義者劃清界限。
2016年11月，特朗普勝選後，該團體也宣布要舉辦勝利遊行。

## 艺术形象
- 三K党往往是艺术中极端主义的代名词。他们在英国的音乐剧《杰瑞·斯普林格歌剧》（Jerry Springer）中出现过。
- 在玛格利特·米切尔的《飘》中出现过，不过被视为正义的象征。
- 三K党还在阿瑟·柯南·道尔的《福尔摩斯探案》之短篇集《冒险史》之一，《五个桔核》中出现过，作为严重的暴力犯罪团伙，三K党成员谋杀了一名美国移民的后代（实际上根据福尔摩斯的调查，受害者的伯父、父亲应均为三K党所害）。
- 三K党还在电影《中华英雄》出现过。
- 《黑色黨徒》以3K党的组织行为为主题。
- 在《阿甘正传》中，阿甘说自己的名字是为了纪念3K党领袖內森·貝德福德·福雷斯特（Forrest）。
- 在劇集《反美陰謀》中，在美國總統林白的默許下，三K黨肆意在美國各地欺凌，痛毆，甚至虐殺猶太人。
- 在电影《教父》中出现。
- 在电影《殺戮時刻》中向主角等人進行死亡報復。
- 在电影《绝地战警2》開頭，警探麦克·劳里與马奎斯·巴涅特在追查进入迈阿密的迷幻药源头過程中曾潛入了一個三K黨的聚會。
- 在遊戲也會出現三K黨的身影

## 与各宗教的关系
三K党仇视黑人等有色人种及其白人支持者、天主教徒、犹太人、穆斯林等。而焚烧的十字架是其最著名的恐吓性标志。